# Białokosz (gromada)
Białokosz – dawna gromada, czyli najmniejsza jednostka podziału terytorialnego Polskiej Rzeczypospolitej Ludowej w latach 1954–1972.
Gromady, z gromadzkimi radami narodowymi (GRN) jako organami władzy najniższego stopnia na wsi, funkcjonowały od reformy reorganizującej administrację wiejską przeprowadzonej jesienią 1954 do momentu ich zniesienia z dniem 1 stycznia 1973, tym samym wypierając organizację gminną w latach 1954–1972.
Gromadę Białokosz z siedzibą GRN w Białokoszu utworzono – jako jedną z 8759 gromad na obszarze Polski – w powiecie międzychodzkim w woj. poznańskim, na mocy uchwały nr 29/54 WRN w Poznaniu z dnia 5 października 1954. W skład jednostki weszły obszary dotychczasowych gromad Białokosz (bez półtora parceli, włączonej do nowo utworzonej gromady Łężce), Białokoszyce i Łężeczki (bez obszaru jeziora Chrzypskiego, włączonego do nowo utworzonej gromady Chrzypsko Wielkie) ze zniesionej gminy Chrzypsko Wielkie w powiecie międzychodzkim oraz obszar dotychczasowej gromady Gnuszyn ze zniesionej gminy Pniewy w powiecie szamotulskim w tymże województwie. Dla gromady ustalono 9 członków gromadzkiej rady narodowej.
Gromadę zniesiono 1 stycznia 1960, a jej obszar włączono do gromady Chrzypsko Wielkie w tymże powiecie.